# William Windom
William Windom (født 10. maj 1827 i Belmont County i Ohio, død 29. januar 1891 i New York) var en amerikansk advokat og republikansk politiker, kendt som landets 33. og 39. finansminister under præsidenterne James Garfield og Chester A. Arthur i perioden mellem 8. marts 1881 til 13. november 1881, og under præsident Benjamin Harrison i perioden mellem 7. marts 1889 til 29. januar 1891.
Windom flyttede til Minnesotaterritoriet i 1855, og efter at Minnesota var blevet en delstat, blev han udnævnt til Repræsentanternes hus i perioden fra 1859 til 1869. I 1870 blev han udnævnt til USA's senat på grund af at daværende senator Daniel S. Norton afgik ved døden. Han forlod stillingen i januar 1871 efter at Ozora P. Stearns blev valgt ind til resten af Nortons mandatperiode. Windom blev for øvrigt indvalgt for en hel mandatperiode og kom derfor tilbage til senatet i marts samme år. Efter to år i denne position blev han i marts 1881 udnævnt til landets finansminister af daværende præsident James Garfield, før han i september fortsatte i samme stilling under kabinettet til efterfølgeren Chester A. Arthur på grund af mordet på Garfield.
Windom gik af som finansminister i november 1881 og tog tilbage til senatet hvor han fik sin tredje periode som senator. Denne periode sluttede i marts 1883 efter at det ikke lykkedes ham at blive genvalgt, og stillingen gik dermed til Dwight M. Sabin. Windom flyttede derefter til New York hvor han arbejdede som advokat, før han i 1889 igen blev udnævnt til finansminister af præsident Benjamin Harrison. Han havde denne stilling frem til sin død den 29. januar 1891.